# Схап, Герард Питерс
Герард Питерс Схап (нидерл. Gerard Pietersz Schaep; 1599, Амстердам — 1654, Амстердам) — нидерландский дипломат, генеалог и историк. Герард Питерс происходил из известного рода Схапов. 
Он был женат на Жанне де Виссхер. Он был страстным любителем генеалогии, для которой путём ухищрений и консультаций раздобыл множество семейных бумаг. Схап оставил ряд вымышленных семейных портретов-живописей, чтобы прославить свои средневековые корни. Он планировал написать историю Амстердама для чего с 1624 года собирал различные виды документов, которые долго хранились в семье. Схапом было отмечено, что в 1622 году в Амстердаме проживало более 104 тысяч жителей.  
Схап служил пресс-секретарём кальвинистской общины в городском совете, но был понижен до должности в Адмиралтействе Зеландии. Около 1648 году он работал в общественном суде в Гааге. В мае 1650 года Схап был послан Катсом в Англию для переговоров с Оливером Кромвелем, где был принят с большим уважением. Очевидно, темой переговоров были голландские торговые корабли, удерживаемые на тот момент как роялистами, так и сторонниками Английской республики. Схап также настаивал на увеличении средств на содержание «Зимней королевы», которую поддерживала Английская республика. В июле 1650 года его дискредитировала атака штатгальтера Вильгельма II на Амстердам. Регенты, настроенные против штатгальтера, отреагировали на это Актом устранения.
В 1651 году после введения в действие английским парламентом Навигационного акта Схап вместе с Катсом и ван де Перре был послан в Лондон на переговоры с целью отмены или смягчения акта, а также для разрешения прочих трений в торговле и политике между двумя республиками. Несмотря на все усилия, переговоры не дали результата и, следовательно, не предотвратили надвигавшуюся войну.
В 1654 году после смерти Корнелиса Биккера Схап знал, что выборы нового мэра фактически сфальсифицированы. Патриции между собой уже решили, что преемником будет Альберт де Патер.
Герард был отцом Питера и Йохана Бернарда Схапов.